# Лаба, Михаил Михайлович
Михаил Михайлович Лаба (укр. Михайло Михайлович Лаба; род. 29 октября 1975, Турья Поляна, Закарпатская область) — украинский политик, председатель Невицкого сельсовета Ужгородского района. Народный депутат Украины IX созыва.

## Биография
В 2008 году окончил Ужгородский национальный университет (специальность «Правоведение»). Специалист по праву.
- Март 1998 — март 2002 — депутат Невицкого сельсовета[3].
- Март 2002 — март 2006 — депутат Ужгородского райсовета, член бюджетной комиссии и комиссии по вопросам транспорта и предпринимательства Ужгородской РГА[3].
- Март 2006 — октябрь 2010 — депутат Ужгородского райсовета, секретарь бюджетной комиссии, член президиума районного совета, председатель фракции «Народная» (Народная партия)[3].
- 2008—2010 — помощник народного депутата Украины[3].
- С ноября 2010 года — Невицкий сельский голова[3].

Президент Всеукраинской ассоциации органов местного самоуправления «Ассоциация сельских, поселковых советов и объединенных общин Украины».
Кандидат в народные депутаты от партии «Слуга народа» на парламентских выборах 2019 года (избирательный округ № 70, Великоберезнянский, Воловецкий, Межгорский, Перечинский, Свалявский районы, часть Мукачевского района). На время выборов: Невицкий сельский голова, проживает в с. Невицкое, Ужгородского района Закарпатской области. Беспартийный.
Член Комитета Верховной Рады по вопросам бюджета.
Женат.